# Granada (musikgrupp)
Granada var ett svenskt indieband som existerade mellan åren 1995 och 2003. Gruppen släppte sin första skiva, EP:n Everyone Wants To, på Look Left Recordings 1999.
Bandets sångare Anna Järvinen har efter gruppens uppbrott inlett en solokarriär och Christoffer Gunrup spelar i The Amazing.

## Diskografi
- 1999 - Everyone Wants To (EP)
- 2000 - Granada
- 2002 - Takes a Lot of Walking
- 2004 - Let That Weight Slide Off Your Shoulders